# Clara Barberi
Clara Barberi (Azul, 19 de abril de 1992) es una jugadora argentina de hockey sobre césped que se desempeña como arquera, iniciada en el Club de Remo de su ciudad natal. Formó parte de la Selección nacional que ganó la medalla de plata en los Juegos Olímpicos de Tokio 2020.

## Carrera deportiva
Clara Barberi nació en Azul, en la Provincia de Buenos Aires. Luego de practicar tenis y fútbol, se formó como arquera de hockey sobre césped desde los 13 años en el Club de Remo de Azul, en su ciudad natal.
Barberi dejó Azul en 2010 para estudiar una carrera universitaria en Buenos Aires y continuar su carrera deportiva compitiendo en el Torneo Metropolitano de hockey, la principal liga del país, enrolada en el Lomas Athletic Club de la ciudad de Lomas de Zamora. En 2019 fue una de las líderes del equipo de «Las Conejas» del Lomas Athletic Club, que después de trece años recuperó para el club la copa de campeonas, Barberi fue determinante en los desempates de la semifinal y la final ante GEBA, debido a su habilidad para enfrentar los penales australianos que se utilizan para desempatar los partidos de hockey sobre césped.
Barberi fue convocada en 2020 para integrar como arquera suplente la selección mayor. En 2021 formó parte de la selección nacional que ganó la medalla de plata en los Juegos Olímpicos de Tokio 2020.
En 2023 integró la Selección que compitió en los Juegos Panamericanos donde ganó la medalla de oro y logró la clasificación a los Juegos Olímpicos de París 2024.

## Clubes
| Club                 | País      | Tipo    |
| -------------------- | --------- | ------- |
| Club de Remo de Azul | Argentina | Amateur |
| Lomas Athletic Club  | Argentina | Amateur |